# Petruskruis

Een petruskruis

Het petruskruis is een omgekeerd Latijns kruis. De grondslag van dit symbool komt van het verhaal dat de katholieke kerk vertelt dat Petrus ondersteboven gekruisigd wilde worden, omdat hij zich onwaardig voelde om op dezelfde manier te sterven als Jezus Christus. Het kruis wordt vaak afgebeeld met twee sleutels, die de sleutels naar de hemel symboliseren.
In de katholieke kerk wordt de paus gezien als opvolger van Petrus. Het petruskruis is dus een logisch symbool voor het hoofd van de Katholieke Kerk.
De Alexandrijnse student Origenes was de eerste die met het verhaal kwam dat Petrus "met zijn hoofd naar onderen gekruisigd werd, omdat hij had gevraagd op deze manier te lijden". Sommige katholieken gebruiken dit kruis als symbool voor nederigheid en onwaardigheid aan Christus.

## Antichristelijk gebruik
Sinds de twintigste eeuw wordt een omgekeerd kruis ook gekoppeld aan satanisme. Aleister Crowley geloofde dat dit kruis een symbool was voor tegenovergestelde goedheid, of afstoten van Christus’ goedheid. Als resultaat hiervan is dit symbool populair geworden binnen heavy metal, black metal en deathmetal. Sommige artiesten dragen omgekeerde kruisen om hun nek of op hun lichaam.